# Saison 2009-2010 du Club athlétique Brive Corrèze Limousin
Cette page présente la Saison 2009-2010 du Club athlétique Brive Corrèze Limousin, unique club limousin en Top 14, qui fut particulièrement mouvementée.

## La saison

### Pré-saison
Le CA Brive effectue trois matches de reprise. Il se déplace à Toulon, qui vient de recruter Jonny Wilkinson. C'est une défaite 9-3. Il affronte ensuite l'US Montauban qu'il bat de justesse 27-26. Enfin, il concède une défaite inquiétante à domicile face au Stade rochelais, pourtant pensionnaire de Pro D2.

### Saison régulière

#### Août 2009
Lors de la première journée, les coujous réalisent une excellente opération en signant une victoire bonifiée face au Montpellier HRC (30-9). Ils occupent ainsi le fauteuil de leader, qu'il devront abandonner dès le match suivant. Brive est en effet étrillé par un Stade toulousain ultra-dominateur (38-0). Le 28 août, près de 13 000 personnes se pressent au Stade Amédée-Domenech pour le traditionnel derby du Massif Central. Face à une ASM Clermont Auvergne vice-championne de France et qui vient d'enrôler Morgan Parra, le CAB ne peut faire mieux qu'un match nul.

#### Septembre 2009
Lors de la quatrième journée, les Corréziens se déplacent chez le champion de France en titre, l'USA Perpignan, et sont battus 21-9. Andy Goode, blessé jusqu'alors, effectue son retour à la compétition. Dixièmes au classement, les joueurs de Laurent Seigne signent ensuite une seconde victoire bonifiée 39-6, devant le SC Albi. Par la suite, Brive s'incline à Montauban 23-20 malgré un doublé de Viliame Waqaseduadua, et surtout à domicile face au Biarritz olympique (12-15), sa bête noire depuis plusieurs saisons. Le 25 septembre, Brive retrouve néanmoins le goût de la victoire face à Castres, mais le score de 11-9 et la manière ne convainquent pas les supporters blanc et noir alors que se profile la H Cup, que le club redécouvre près de douze ans après sa dernière participation.

#### Octobre 2009
Cette dernière impression est confirmée dès le match suivant, avec un déplacement au Stade français. Face à un club de rang européen, les coujous encaissent cinq essais et un lourd revers (44-16), à une semaine du premier déplacement continental. Celui-ci les conduit au Parc y Scarlets de Llanelli. La prestation briviste est honorable, mais c'est une défaite (24-12) que les coéquipiers d'Antonie Claassen ramènent du Pays de Galles. Le 17 octobre 2009, le champion d'Europe en titre se déplace au Stade Amédée-Domenech, avec son armada d'internationaux, comme Jonathan Sexton, Jamie Heaslip ou Brian O'Driscoll. Face à une telle opposition, l'équipe de Brive est étrillée 13-36, et cette cinglante défaite marquera le début d'une grave crise interne. Le président d’honneur Patrick Sébastien, totalement insatisfait des résultats de son équipe indique aux journalistes du journal La Montagne « Aujourd'hui comme depuis le début de saison, les joueurs ont fait le métier mais ça ne suffit pas. Où ils ne sont pas bons, ou ce sont les schémas qui ne le sont pas ? ». Cantonné dans un rôle de dirigeant sans responsabilité, il propose un projet à contre-pied : « Comme Brive n'a plus les moyens financiers de jouer dans la cour des grands, de se payer des vedettes à 500 000 euros et plus la saison, appuyons-nous sur des joueurs qui veulent vivre une aventure. Privilégions la formation, les jeunes » et propose de prendre en main le recrutement pour la saison suivante.
Le 19 octobre, à la suite des déclarations corrosives de Patrick Sébastien concernant la gestion du club, Jean-Jacques Bertrand, président du CA Brive, lui demande de cesser toute activité au sein du Club. Il indique alors que ne pouvant plus travailler avec les gens en place, il démissionnait,,
Le 24 octobre, le CAB est une nouvelle fois défait à domicile par le Racing-Métro 10-18 lors de la 10e journée. Cet énième revers place le club en très fâcheuse posture, car le premier relégable, Bayonne, n'est plus qu'à deux points. Les instances dirigeantes du club limogent le manager général et entraineur en chef Laurent Seigne, et le remplacent par Ugo Mola. Didier Casadei, qui a conduit quelques mois plus tôt l'équipe Espoirs du club au titre de champion de France, intègre à cette occasion le staff de l'équipe professionnelle. Malgré ce changement, les difficultés persistent, et après le match nul arraché sur le terrain de Bourgoin (14-14), Brive est douzième du Top 14.

#### Novembre 2009
C'est dos au mur et avec seulement quatre points d'avance sur la zone rouge que le CA Brive reçoit l'Aviron bayonnais pour le compte de la 12e journée. Dans ce duel entre le sixième et le septième de la saison précédente, les Corréziens battent d'un souffle les Basques (19-14). L'équipe gagne ainsi son premier match depuis plus d'un mois. La phase aller du Championnat se termine pour Brive au Stade Mayol de Toulon. Ce match voit la faillite totale d'Andy Goode dans ses tentatives au pied. L'international anglais, un des artisans de la qualification européenne lors de l'exercice passé, est de plus en plus la cible des critiques parmi les supporters, qui lui reprochent un certain manque d'implication dans le jeu. Le 21 novembre, le CA Brive livre enfin un match référence, en s'imposant à Montpellier, comme un an plus tôt jour pour jour, avec le bonus offensif cette fois (25-3).

#### Décembre 2009
Lors de la 15e journée, les brivistes reçoivent le Stade toulousain. La rencontre, initialement prévue le vendredi 4 décembre est finalement repoussée de deux jours en raison d'un cas de grippe H1N1 qui frappe un joueur de l'effectif. Sur le terrain, Brive réalise une excellente opération en gagnant 27-21 face aux Rouge et Noir, Nicolas Jeanjean inscrivant notamment deux essais coup sur coup à ses anciens partenaires. La Coupe d'Europe reprend ensuite ses droits pour la double confrontation face aux London Irish. Les ex-coéquipiers de Riki Flutey jouent de bien mauvais tours à un ensemble corrézien en partition. A l'aller, les Exiles gagnent 36-3 au Stadium, puis 36-13 au retour en Angleterre. Lors du Boxing Day en Championnat, les Coujoux retrouvent le voisin clermontois le 30 décembre. Le staff fait le choix d'aligner une équipe remaniée en prévision de la réception de l'USA Perpignan, programmée quatre jours plus tard. Comme depuis l'arrivée de Vern Cotter aux commandes du géant auvergnat, c'est une lourde défaite que Brive encaisse à Marcel Michelin.

#### Janvier 2010
Le 3 janvier 2010, pour la 17e journée de Top 14, Brive sort le grand jeu face au tenant du titre catalan. C'est une victoire bonifiée 29-9 que Brive offre en cadeau de Nouvel An à ses supporters. Alexis Palisson plante un magnifique essai, il sera remarqué par Marc Lièvremont pour le Tournoi des Six Nations 2010 qui verra le Quinze de France réaliser le Grand Chelem. Lors de la 18e journée, Brive se déplace chez la lanterne rouge Albi. Dans de conditions dantesques, sous une pelouse enneigée, les Cabistes s'imposent 17-15, se repositionnant ainsi dans la course aux barrages. Pendant ce temps, Andy Goode, qui a totalement disparu des feuilles de match depuis quelques semaines, prend la direction des Natal Sharks pour un prêt. Viennent les deux dernières journées du chemin de croix européen pour un CAB qui n'a pas marqué le moindre point. Au Leinster, il n'y a aucun miracle, même si le score est finalement moins lourd que lors des précédentes sorties (27-10). Le jeune Sud-Africain Scott Spedding, de plus en plus en vue sous les couleurs brivistes, marque le seul essai de l'équipe. Lors de l'ultime match, Brive est tout près de battre les Llanelli Scarlets, mais concède un sixième revers en autant de rencontres (20-17). Désormais, les hommes du président Bertrand peuvent se consacrer uniquement au Championnat pour lequel un espoir de qualification demeure. Cette quête commence par une victoire étriquée à domicile 19-14 devant une valeureuse équipe montalbanaise. Pour la première fois de la saison, les hommes d'Ugo Mola alignent trois succès de rang. Cette belle série les ramène à la septième place, à cinq points du dernier barragiste, Toulon.

#### Février 2010
Ce mois de février ne voit se dérouler qu'une seule journée de Championnat, à cause de la traditionnelle trêve internationale liée au Tournoi. Le 21 février, Brive se rend au Stade Aguiléra où Biarritz le défait 12-6.

#### Mars 2010
Pour le compte de la 21e journée, Brive se déplace à Castres le 6 mars, pour y défier un CO leader du Top 14 et qui réalise une saison de haut vol. Les hommes de Laurent Labit et de Laurent Travers battent les Corréziens avec le bonus offensif (35-10). Une semaine plus tard, Brive reçoit et bat les Parisiens du Stade français, récupérant ainsi la septième position. Lors de la journée suivante, les Blanc et Noir se déplacent sur la pelouse du Racing 92, qui ne les précède que de quatre points. Brive concède une défaite (25-18), ce qui offre un avantage définitif aux Racingmen à trois journées de la fin de la phase régulière.

#### Avril 2010
La 24e journée voit Brive recevoir le CS Bourgoin-Jallieu. Cette rencontre sera marquée par les festivités du centenaire du club Blanc et Noir. Le club a en effet fêté ses cent ans d'existence le 20 mars. À cette occasion, l'équipe arbore un maillot où figurent les noms de tous les joueurs passés par le club dans son histoire. Trois cent anciens joueurs sont présents sur la pelouse avant le coup d'envoi. On y verra entre autres Roger Fite, Jean-Luc Joinel ou encore Alain Penaud, le recordman de matches de Championnat disputés à Brive. Ce coup d'envoi est donné par le plus ancien Cabiste encore en vie en 2010, Jean Salesse, joueur des années 1930 et 1940. Côté terrain, les joueurs prolongent la fête en gagnant avec le bonus offensif (25-15).
Il reste alors un mince espoir de qualification : gagner les deux dernières rencontres, respectivement un déplacement à Bayonne et la réception de Toulon. Au Stade Jean-Dauger, où Brive ne s'est plus imposé depuis sa remontée dans l'élite en 2002-2003, le CAB voit s'envoler ses dernières illusions, après une défaite sans bonus (33-25) devant des Bayonnais en lutte acharnée pour le maintien. D'autant plus que le Racing Métro 92 composte le soir même son billet pour les barrages en dominant Biarritz. Grande est la déception du côté corrézien. La dernière journée de l'exercice 2009-2010 se soldera par une défaite anecdotique face à Toulon, qui expédie par ailleurs le club varois directement en demies.

## Joueurs et encadrement

### Dirigeants
- Patrick Boutot, président d'honneur, jusqu'au 19 octobre 2009
- Jean-Jacques Bertrand, président
- Simon Gillham, Directeur Général
- François Duboisset, Directeur Général délégué

### Staff technique
Pour la saison 2009-2010, l'équipe Pro du CA Brive est entraînée par:
- Laurent Seigne (Manager général et entraineur en chef)
- Christophe Laussucq (Adjoint)
- Ugo Mola (Adjoint)

Après l'éviction du manager Laurent Seigne, le dimanche 25 octobre 2009, Ugo Mola est désigné, le lundi 26 octobre, responsable de l'équipe professionnelle et des Espoirs du CA Brive, avec comme adjoints Christophe Laussucq et Didier Casadeï qui s'occupent respectivement des arrières et des avants.
- Ugo Mola (Manager général et entraineur en chef)
- Christophe Laussucq (Arrières)
- Didier Casadeï (Avants)

### Effectif 2009-2010
| Nom                     | Poste            | Naissance  | Nationalité sportive | Sélections (points marqués) | Dernier club          | Arrivée au club (année) |
| ----------------------- | ---------------- | ---------- | -------------------- | --------------------------- | --------------------- | ----------------------- |
| Jean-Philippe Bonrepaux | Talonneur        | 07/12/1978 | France               | -                           | Béziers               | 2007                    |
| Guillaume Ribes         | Talonneur        | 18/11/1984 | France               | -                           | Toulon                | 2009                    |
| Steve Thompson          | Talonneur        | 15/07/1978 | Angleterre           | 48 (15)                     | Northampton Saints    | 2007                    |
| Pat Barnard             | Pilier           | 03/07/1981 | Afrique du Sud       | -                           | London Wasps          | 2009                    |
| Jonathan Garcia         | Pilier           | 05/12/1984 | France               | -                           | La Rochelle           | 2009                    |
| Pablo Henn              | Pilier           | 15/07/1982 | Argentine            | 5 (5)                       | Montauban             | 2008                    |
| Pascal Idieder          | Pilier           | 05/02/1982 | France               | -                           | Auch                  | 2008                    |
| Davit Khinchaguishvili  | Pilier           | 24/07/1982 | Géorgie              | 11 (5)                      | CS Bourgoin Jailleu   | 2007                    |
| Petrisor Toderasc       | Pilier           | 15/07/1980 | Roumanie             | 46 (40)                     | US Oyonnax            | 2005                    |
| Scott Zimmerman         | Pilier           | 20/08/1980 | France Angleterre    | -                           | Bourg en Bresse       | 2009                    |
| Damian Browne           | Deuxième ligne   | 16/01/1976 | Irlande              | -                           | Northampton Saints    | 2008                    |
| Fabien Domingo          | Deuxième ligne   | 24/09/1976 | France               | -                           | Aurillac              | 2006                    |
| Thibault Dubarry        | Deuxième ligne   | 24/11/1987 | France               | -                           | Formé au Club         | 2009                    |
| Arnaud Méla             | Deuxième ligne   | 19/01/1980 | France               | 4 (0)                       | SC Albi               | 2008                    |
| Christian Short         | Deuxième ligne   | 15/11/1979 | Irlande              | -                           | Northampton Saints    | 2007                    |
| Retief Uys              | Deuxième ligne   | 22/02/1979 | Afrique du Sud       | -                           | RC Narbonne           | 2009                    |
| Simon Azoulai           | Troisième ligne  | 15/06/1980 | France               | -                           | Union Bordeaux Bègles | 2003                    |
| Antonie Claassen        | Troisième ligne  | 20/10/1984 | Afrique du Sud       | -                           | Blue Bulls            | 2007                    |
| Vincent Forgues         | Troisième ligne  | 21/08/1981 | France               | -                           | Section paloise       | 2006                    |
| Alix Popham             | Troisième ligne  | 17/10/1979 | Pays de Galles       | 33 (20)                     | Llanelli Scarlets     | 2008                    |
| Gerhard Vosloo          | Troisième ligne  | 10/05/1979 | Afrique du Sud       | -                           | Castres olympique     | 2008                    |
| Jean-Baptiste Péjoine   | Demi de Mêlée    | 17/07/1980 | France               | -                           | Stade bordelais       | 2000                    |
| Shaun Perry             | Demi de Mêlée    | 04/05/1978 | Angleterre           | 14 (10)                     | Bristol Rugby         | 2009                    |
| Arnaud Pic              | Demi de Mêlée    | 21/11/1985 | France               | -                           | ASM Clermont          | 2008                    |
| Andy Goode              | Demi d'Ouverture | 03/04/1980 | Angleterre           | 16 (107)                    | Leicester Tigers      | 2008                    |
| Luciano Orquera         | Demi d'Ouverture | 12/08/1981 | Italie               | 12 (34)                     | Auch                  | 2006                    |
| Ronnie Cooke            | 3/4 Centre       | 05/01/1984 | Afrique du Sud       | -                           | Free State Cheetahs   | 2007                    |
| Fabrice Estebanez       | 3/4 Centre       | 26/12/1981 | France               | -                           | UA Gaillac            | 2007                    |
| Riki Flutey             | 3/4 Centre       | 10/02/1980 | Angleterre           | 8 (20)                      | London Irish          | 2009                    |
| Lachlan MacKay          | 3/4 Centre       | 30/11/1982 | Australie            | 1 (0)                       | Western Force         | 2008                    |
| Guillaume Namy          | 3/4 Centre       | 03/04/1989 | France               | -                           | Formé au Club         | 2007                    |
| Jamie Noon              | 3/4 Centre       | 09/05/1979 | Angleterre           | 38 (35)                     | Newcastle Falcons     | 2009                    |
| Horacio Agulla          | 3/4 Aile         | 22/10/1984 | Argentine            | 8 (5)                       | Dax                   | 2008                    |
| Régis Bianco            | 3/4 Aile         | 28/07/1982 | France               | -                           | SC Albi               | 2008                    |
| Alexis Palisson         | 3/4 Aile         | 09/09/1987 | France               | 5 (5)                       | Formé au Club         | 2003                    |
| Viliame Waqaseduadua    | 3/4 Aile         | 23/04/1983 | Fidji                | -                           | North Harbour         | 2009                    |
| Nicolas Jeanjean        | Arrière          | 13/05/1981 | France               | 9 (10)                      | Stade français        | 2009                    |
| Scott Spedding          | Arrière          | 04/05/1986 | Afrique du Sud       | -                           | Natal Sharks          | 2008                    |

## Calendrier et résultats
| Date du match     | Domicile              | Extérieur             | Score | Lieu du match                  | Catégorie               | Classement | Diffuseur    |
| ----------------- | --------------------- | --------------------- | ----- | ------------------------------ | ----------------------- | ---------- | ------------ |
| 24 juillet 2009   | RC Toulon             | CA Brive              | 9-3   | Stade Mayol                    | Match amical            | -          |              |
| 31 juillet 2009   | CA Brive              | US Montauban          | 27-26 | Castelsarrasin                 | Match amical            | -          |              |
| 8 août 2009       | CA Brive              | Stade rochelais       | 5-9   | Stade Amédée-Domenech          | Match amical            | -          |              |
| 15 août 2009      | CA Brive              | Montpellier HRC       | 30-9  | Stade Amédée Domenech          | 1re journée de Top 14   | 1          |              |
| 22 août 2009      | Stade toulousain      | CA Brive              | 38-0  | Stade Ernest-Wallon            | 2e journée de Top 14    | 7          | Rugby+       |
| 28 août 2009      | CA Brive              | ASM Clermont Auvergne | 9-9   | Stade Amédée-Domenech          | 3e journée de Top 14    | 7          | Canal+ Sport |
| 2 septembre 2009  | USA Perpignan         | CA Brive              | 21-9  | Stade Aimé-Giral               | 4e journée de Top 14    | 10         | Canal+ Sport |
| 6 septembre 2009  | CA Brive              | SC Albi               | 39-6  | Stade Amédée-Domenech          | 5e journée de Top 14    | 6          | Rugby+       |
| 12 septembre 2009 | US Montauban          | CA Brive              | 23-20 | Stade Sapiac                   | 6e journée de Top 14    | 8          | Rugby+       |
| 19 septembre 2009 | CA Brive              | Biarritz olympique    | 12-15 | Stade Amédée-Domenech          | 7e journée de Top 14    | 10         | Canal+       |
| 25 septembre 2009 | CA Brive              | Castres olympique     | 11-9  | Stade Amédée-Domenech          | 8e journée de Top 14    | 8          | Canal+ Sport |
| 2 octobre 2009    | Stade français        | CA Brive              | 44-16 | Stade Jean-Bouin               | 9e journée de Top 14    | 10         | Canal+ Sport |
| 10 octobre 2009   | Llanelli Scarlets     | CA Brive              | 24-12 | Parc y Scarlets                | 1re journée de la H-Cup | 4          |              |
| 17 octobre 2009   | CA Brive              | Leinster              | 13-36 | Stade Amédée-Domenech          | 2e journée de la H-Cup  | 4          |              |
| 24 octobre 2009   | CA Brive              | Racing Métro 92       | 10-18 | Stade Amédée-Domenech          | 10e journée de Top 14   | 11         | Rugby+       |
| 31 octobre 2009   | CS Bourgoin-Jallieu   | CA Brive              | 14-14 | Stade Pierre-Rajon             | 11e journée de Top 14   | 12         | Rugby+       |
| 5 novembre 2009   | CA Brive              | Aviron bayonnais      | 19-14 | Stade Amédée-Domenech          | 12e journée de Top 14   | 11         | Rugby+       |
| 21 novembre 2009  | RC Toulon             | CA Brive              | 19-10 | Stade Mayol                    | 13e journée de Top 14   | 11         | Rugby+       |
| 28 novembre 2009  | Montpellier HRC       | CA Brive              | 3-25  | Stade Yves-du-Manoir           | 14e journée de Top 14   | 9          | Rugby+       |
| 6 décembre 2009   | CA Brive              | Stade toulousain      | 27-21 | Stade Amédée-Domenech          | 15e journée de Top 14   | 9          | Rugby+       |
| 12 décembre 2009  | CA Brive              | London Irish          | 3-36  | Stade Amédée-Domenech          | 3e journée de la H-Cup  | 4          |              |
| 19 décembre 2009  | London Irish          | CA Brive              | 34-13 | Madejski Stadium               | 4e journée de la H-Cup  | 4          |              |
| 30 décembre 2009  | ASM Clermont Auvergne | CA Brive              | 52-10 | Stade Marcel-Michelin          | 16e journée de Top 14   | 9          | Rugby+       |
| 3 janvier 2010    | CA Brive              | USA Perpignan         | 29-9  | Stade Amédée-Domenech          | 17e journée de Top 14   | 9          | Rugby+       |
| 9 janvier 2010    | SC Albi               | CA Brive              | 15-17 | Stadium municipal d'Albi       | 18e journée de Top 14   | 9          | Rugby+       |
| 16 janvier 2010   | Leinster              | CA Brive              | 27-10 | RDS Arena                      | 5e journée de la H-Cup  | 4          |              |
| 23 janvier 2010   | CA Brive              | Llanelli Scarlets     | 17-20 | Stade Amédée-Domenech          | 6e journée de la H-Cup  | 4          |              |
| 27 janvier 2010   | CA Brive              | US Montauban          | 19-14 | Stade Amédée-Domenech          | 19e journée de Top 14   | 7          | Rugby+       |
| 19 février 2010   | Biarritz olympique    | CA Brive              | 12-6  | Parc des sports d'Aguiléra     | 20e journée de Top 14   | 8          | Canal+ Sport |
| 6 mars 2010       | Castres olympique     | CA Brive              | 35-10 | Stade Pierre-Antoine           | 21e journée de Top 14   | 9          | Rugby+       |
| 13 mars 2010      | CA Brive              | Stade français        | 26-14 | Stade Amédée-Domenech          | 22e journée de Top 14   | 7          | Rugby+       |
| 27 mars 2010      | Racing Métro 92       | CA Brive              | 25-18 | Stade olympique Yves-du-Manoir | 23e journée de Top 14   | 8          | Canal+       |
| 3 avril 2010      | CA Brive              | CS Bourgoin-Jallieu   | 25-15 | Stade Amédée-Domenech          | 24e journée de Top 14   | 8          | Rugby+       |
| 17 avril 2010     | Aviron bayonnais      | CA Brive              | 33-25 | Stade Jean-Dauger              | 25e journée de Top 14   | 8          | Rugby+       |
| 24 avril 2010     | CA Brive              | RC Toulon             | 23-26 | Stade Amédée-Domenech          | 26e journée de Top 14   | 9          | Canal+       |

## Statistiques

### Statistiques collectives

#### Classement Top 14
| Rang | Club                 | J  | V  | N | D  | Bo | Bd | Pm  | Pe  | Diff | Pts |
| ---- | -------------------- | -- | -- | - | -- | -- | -- | --- | --- | ---- | --- |
| 1    | USA Perpignan (T)    | 26 | 17 | 0 | 9  | 8  | 4  | 582 | 412 | +170 | 80  |
| 2    | RC Toulon            | 26 | 18 | 1 | 7  | 3  | 3  | 541 | 456 | +85  | 80  |
| 3    | ASM Clermont         | 26 | 15 | 3 | 8  | 8  | 4  | 644 | 414 | +230 | 78  |
| 4    | Stade toulousain     | 26 | 15 | 1 | 10 | 4  | 8  | 524 | 359 | +165 | 74  |
| 5    | Castres olympique    | 26 | 14 | 3 | 9  | 6  | 5  | 542 | 398 | +144 | 73  |
| 6    | Racing 92 (P)        | 26 | 14 | 1 | 11 | 0  | 6  | 518 | 530 | -12  | 64  |
| 7    | Biarritz olympique   | 26 | 12 | 0 | 14 | 4  | 7  | 471 | 442 | +29  | 59  |
| 8    | Stade français Paris | 26 | 10 | 4 | 12 | 5  | 5  | 600 | 572 | +28  | 58  |
| 9    | CA Brive             | 26 | 11 | 2 | 13 | 5  | 5  | 459 | 513 | -54  | 58  |
| 10   | Montpellier HR       | 26 | 13 | 0 | 13 | 1  | 2  | 453 | 574 | -121 | 55  |
| 11   | CS Bourgoin-Jallieu  | 26 | 11 | 1 | 14 | 0  | 4  | 407 | 591 | -184 | 50  |
| 12   | US Montauban         | 26 | 10 | 2 | 14 | 0  | 5  | 422 | 525 | -103 | 49  |
| 13   | Aviron bayonnais     | 26 | 9  | 0 | 17 | 3  | 8  | 492 | 490 | +2   | 47  |
| 14   | SC Albi (P)          | 26 | 4  | 0 | 22 | 0  | 8  | 349 | 728 | -379 | 24  |